# Simplicius Simplicissimus (Oper)
Simplicius Simplicissimus (Untertitel: Drei Szenen aus seiner Jugend) ist eine deutsche Kammeroper in drei Szenen von Karl Amadeus Hartmann nach dem Roman Der abenteuerliche Simplicissimus von Hans Jakob Christoffel von Grimmelshausen. Das Szenarium stammte von Hermann Scherchen und das Libretto von Wolfgang Petzet und Hartmann selbst. Die Erstfassung mit dem Titel Des Simplicius Simplicissimus Jugend wurde erstmals am 2. April 1948 konzertant beim Bayerischen Rundfunk und szenisch am 20. Oktober 1949 bei den Kammerspielen der Bühnen der Stadt Köln aufgeführt. Die überarbeitete Zweitfassung mit dem neuen Titel erlebte ihre Uraufführung am 9. Juli 1957 am Nationaltheater Mannheim.

## Instrumentation
Die Orchesterbesetzung der Oper enthält die folgenden Instrumente:
- Flöte (auch Piccolo)
- Klarinette
- Fagott
- Trompete
- Posaunen
- Harfe (nicht in der Erstfassung)
- Pauken
- Schlagzeug (vier Spieler): zwei Kleine Trommeln, Große Trommel, Holztrommel, Rührtrommel, Becken, Jazzbacken Triangel, Tamburin, Xylophon, Vibraphon, Glockenspiel, Glöckchen, hoher, mittlerer und tiefer Gong, hohes, mittleres und tiefes Tomtom
- Streicher (in der Erstfassung solistisch)

## Werkgeschichte
Die Anregung zu dem Werk erhielt Hartmann vom Dirigenten Hermann Scherchen. Dieser entwickelte auch das Szenarium. Das Libretto schrieb Hartmann gemeinsam mit Wolfgang Petzet, dem Dramaturgen der Münchner Kammerspiele. Hartmann verstand sein kriegskritisches Werk als Dokument der Menschlichkeit gegen die Unterdrückung. Er komponierte es in den Jahren 1934 bis 1936, versteckte es aber wegen der Nationalsozialisten in einem Zinkkasten in seinem Garten.
Die Erstfassung mit dem Titel Des Simplicius Simplicissimus Jugend wurde am 2. April 1948 konzertant im Rahmen einer Radiosendung des Bayerischen Rundfunks zusammen mit Hartmanns 4. Sinfonie in der Staatlichen Musikhochschule München uraufgeführt. Die musikalische Leitung hatte Hans Rosbaud.
Die szenische Uraufführung fand am 20. Oktober 1949 an den Kammerspielen der Bühnen der Stadt Köln unter dem Dirigat von Richard Kraus statt. Regie führte Erich Bormann, und das Bühnenbild stammte von Walter Gondolf. Es sangen Charlotte Hoffmann-Pauels (Simplicius Simplicissimus), Wilhelm Otto (Einsiedel), Karl Bernhöft (Gouverneur), Felix Knäpper (Landsknecht), Peter Nohl (Hauptmann) sowie Anton German und August Griebel.
Anschließend gab es mehrere weitere Aufführungen, z. B. in München 1951, Berlin 1953 und Bielefeld 1954.
1956 überarbeitete Hartmann die Oper. Dabei reduzierte er den ursprünglich hohen gesprochenen Textanteil deutlich durch eine Vertonung der wichtigsten Abschnitte und Striche. Außerdem ergänzte er mit der Ouvertüre, dem Vorspiel zur zweiten Szene und der Schluss-Apotheose drei großangelegte symphonische Stücke. Das dritte Bild der zweiten Szene fiel weg. Diese Zweitfassung mit dem neuen Titel Simplicius Simplicissimus erlebte ihre Uraufführung am 9. Juli 1957 am Nationaltheater Mannheim. Hier dirigierte Karl Fischer, die Regie hatte Joachim Klaiber, und das Bühnenbild stammte von Paul Walter. Zu den Sängern zählten Eva-Maria Görgen (Simplicius Simplicissimus) und Hasso Eschert (Einsiedel und Gouverneur).
Diese zweite Fassung bildete die Grundlage für die meisten weiteren Aufführungen wie Wuppertal 1958, München 1960 und 1976, Hannover 1963, Hagen 1969, Turku 1969, Frankfurt am Main 1970 und Berlin 1978.
Im Jahr 2008 wurde das Stück in der Staatsoper Hannover aufgeführt, inszeniert von Frank Hilbrich.
2017 wurde das Stück im Theater Bremen unter der Regie von Tatjana Gürbaca gespielt. Bei der Premiere im Januar 2017 wurde das Stück gut aufgenommen.
2023 gab es eine Produktion des Theaters Görlitz in einer Inszenierung von André Meyer, der auch für Bühne und Kostüme verantwortlich zeichnete. Der Dirigent war Ulrich Kern. Die Titelrolle sang Patricia Bänsch.
Die österreichische Erstaufführung fand am 10. März 2024 im Tiroler Landestheater Innsbruck unter der musikalischen Leitung von Hansjörg Sofka mit Marie Smolka in der Titelrolle statt. Die Inszenierung stammte von Eva-Maria Höckmayr, Bühne und Kostüme von Ralph Zeger.

## Aufnahmen
- 1961 (live, konzertant aus München): Heinrich Bender (Dirigent), Symphonieorchester des Bayerischen Rundfunks, Chor des Bayerischen Rundfunks. Antonia Fahberg (Simplicius Simplicissimus), Lorenz Fehenberger (Einsiedel), Kieth Engen, Karl Hoppe, Max Proebstl, Kurt Horwitz (Sprecher).[13]:6784
- 1985 (Studio-Aufnahme; Fassung von 1957): Heinz Fricke (Dirigent), Symphonieorchester des Bayerischen Rundfunks, Münchener Konzertchor. Helen Donath (Simplicius Simplicissimus), Eberhard Büchner (Einsiedel), Klaus König (Gouverneur), Bodo Brinkmann (Landsknecht), Rainer Scholze (Hauptmann), Helmut Berger-Tuna (Bauer), Wolf Euba (Sprecher). Wergo CD: 6259-3 (2 CD).[13]:6785
- Mai/Juni 2004 (Video, live aus Stuttgart; Urfassung von 1934/35, Reduktion für Kammerensemble 1965, gekürzt, mit gesprochenem Prolog): Kwamé Ryan (Dirigent), Christof Nel (Inszenierung), Württembergisches Staatsorchester Stuttgart, Chor der Württembergischen Staatsoper Stuttgart. Claudia Mahnke (Simplicius Simplicissimus), Frank van Aken (Einsiedel), Heinz Göhrig (Gouverneur), Michael Ebbecke (Landsknecht), Mark Munkittrick (Hauptmann), Helmut Berger-Tuna (Bauer), Marcia Haydée (Dame). Arthaus Musik 10155 (1 DVD).[13]:6786
- 2005 (live, konzertant aus München; Rekonstruktion der Fassung von 1948 von Winfried Hiller und Robert Klimesch): Ulf Schirmer (Dirigent), Münchner Rundfunkorchester, Die Singphoniker. Camilla Nylund (Simplicius Simplicissimus), Will Hartmann (Einsiedel, Gouverneur), Christian Gerhaher (Landsknecht, Sprecher), Michael Volle (Hauptmann, Bauer, Feldwebel).[13]:6787
- 2012 (Fassung von 1957; live aus dem Concertgebouw Amsterdam): Markus Stenz (Dirigent), Netherlands Philharmonic Orchestra, Netherland Radio Choir. Juliane Banse (Simplicius Simplicissimus), Peter Marsh, Will Hartmann. Challenge Classics 2013.[14][15]